# شدلتسه
شدلتسه (به لهستانی:  Siedlce) یک منطقهٔ مسکونی در لهستان است که در استان ماسوویان واقع شده‌است. شدلتسه ۳۲ کیلومتر مربع مساحت و ۷۶٬۵۸۵ نفر جمعیت دارد و ۱۵۵ متر بالاتر از سطح دریا واقع شده‌است.

## خواهرخوانده
شهرهای کیروف، Pescantina، بردیچیف، Dasing، سابینو، واوکویسک، برست، بلاروس و نور (شهر فرانسوی) خواهرخوانده‌های شدلتسه هستند.